# Subtelność (film)
Subtelność (fr. L'hermine) – francuski dramat sądowy z 2015 roku w reżyserii i według scenariusza Christiana Vincenta.
Światowa premiera filmu miała miejsce 6 września 2015 roku, podczas 72. Międzynarodowego Festiwalu Filmowego w Wenecji, w ramach którego obraz brał udział w Konkursie Głównym. Na tym wydarzeniu reżyser Christian Vincent otrzymał nagrodę za najlepszy scenariusz, a aktor Fabrice Luchini nagrodę Puchar Volpiego za najlepszą rolę męską.
W Polsce film dystrybuowany od 8 lipca 2016 roku.

## Obsada
- Fabrice Luchini jako Michel Racine
- Sidse Babett Knudsen jako Ditte Lorensen-Coteret
- Raphaël Ferret jako Porucznik Massimet
- Miss Ming jako Jessica Marton
- Corinne Masiero jako Marie-Jeanne Metzer
- Marie Rivière jako Marie-Laure Racine
- Michaël Abiteboul jako Monsieur Jourd'hui
- Berenice Sand jako Lokatorka
- Claire Assali jako Adwokat z urzędu
- Floriane Potiez jako Recepjonistka

i inni

## Nagrody i nominacje
72. Międzynarodowy Festiwal Filmowy w Wenecji
- nagroda: najlepszy scenariusz − Christian Vincent
- nagroda: Puchar Volpiego − Fabrice Luchini
- nominacja: Złoty Lew − Christian Vincent
- nominacja: Green Drop Award − Christian Vincent

41. ceremonia wręczenia Cezarów
- nagroda: najlepsza aktorka drugoplanowa − Sidse Babett Knudsen
- nominacja: najlepszy aktor − Fabrice Luchini